# Joyride (Lied)
Joyride ist ein Lied des schwedischen Pop-Duos Roxette. Es erschien im Februar 1991 als Single und wurde in vielen Ländern zum Nummer-eins-Hit.

## Entstehung und Veröffentlichung
Das Stück wurde von Roxette-Mitglied Per Gessle geschrieben. Für die Produktion zeichnete Clarence Öfwerman verantwortlich. Während der 1990er-Studioaufnahmen in Stockholm war Gessle auf der Suche nach einem fröhlichen und positiv klingenden Titel für das gerade entstehende Album. In einer Zeitschrift las er ein Interview mit Paul McCartney, in dem dieser den Songwriting-Prozess mit John Lennon als „long joyride“ (englisch für „lange Spritztour“) bezeichnet hatte. Gessle fand, dass dieses Wort perfekt als Albumtitel passen würde. 
Die Erstveröffentlichung von Joyride erfolgte am 25. Februar 1991 bei EMI Music als Single mit der B-Seite Come Back (Before You Leave) (Katalognummer: 13 6400 7) sowie als CD-Maxi-Single, die um zwei Remixe zu Joyride erweitert wurde (Katalognummer: 13 6400 2). Zwei Tage später erschien eine 12″-Single mit einem Remix und der B-Seite Come Back (Before You Leave) (Katalognummer: 13 6400 6). Am 28. März 1991 erschien das Lied als Teil von Roxettes gleichnamigem dritten Studioalbum (Katalognummer: CDP 7960482).

## Inhalt
Die Idee, auch ein Lied mit diesem Titel zu schreiben, kam ihm, nachdem seine Freundin ihm auf dem Klavier die Nachricht „Hello, you fool – I love you“ (englisch für „Hallo, du Narr, ich liebe dich“) hinterlassen hatte. Dies wurde die erste Zeile des Refrains. Es entstand ein auf drei Akkorden basierender Titel, der Gessles persönliche musikalische Wurzeln wie das Beatles-Lied Magical Mystery Tour und die Musik von T. Rex vereinen sollte.

## Kommerzieller Erfolg

### Chartplatzierungen
Joyride avancierte zum Nummer-eins-Hit in Australien, Belgien, Deutschland, den Niederlanden, Norwegen, Österreich, Schweden, der Schweiz und den Vereinigten Staaten. In den Vereinigten Staaten ist es unter anderem nach It Must Have Been Love (November 1987), Listen to Your Heart (September 1988) und The Look (Januar 1989) der vierte Nummer-eins-Hit für Roxette.
| ChartsChartplatzierungen       | Höchstplatzierung | Wochen |
| ------------------------------ | ----------------- | ------ |
| Deutschland (GfK)              | 1 (32 Wo.)        | 32     |
| Österreich (Ö3)                | 1 (19 Wo.)        | 19     |
| Schweden (GLF)                 | 1 (8 Wo.)         | 8      |
| Schweiz (IFPI)                 | 1 (26 Wo.)        | 26     |
| Vereinigte Staaten (Billboard) | 1 (19 Wo.)        | 19     |
| Vereinigtes Königreich (OCC)   | 4 (10 Wo.)        | 10     |

| ChartsJahrescharts (1991)      | Platzierung |
| ------------------------------ | ----------- |
| Deutschland (GfK)              | 4           |
| Österreich (Ö3)                | 6           |
| Schweiz (IFPI)                 | 2           |
| Vereinigte Staaten (Billboard) | 23          |

### Auszeichnungen für Musikverkäufe
| Land/Region        | Auszeichnungen für Musikverkäufe (Land/Region, Auszeichnung, Verkäufe) | Verkäufe |
| ------------------ | ---------------------------------------------------------------------- | -------- |
| Australien (ARIA)  | Platin                                                                 | 70.000   |
| Deutschland (BVMI) | Gold                                                                   | 250.000  |
| Kanada (MC)        | Gold                                                                   | 50.000   |
| Neuseeland (RMNZ)  | Gold                                                                   | 5.000    |
| Österreich (IFPI)  | Gold                                                                   | 25.000   |
| Schweden (IFPI)    | Platin                                                                 | 50.000   |
| Insgesamt          | 4× Gold · 2× Platin ·                                                  | 450.000  |

Hauptartikel: Roxette/Auszeichnungen für Musikverkäufe